# Levi Siver
Levi Siver, né le 23 décembre 1980 à Ketchum dans l'État de Idaho, est un windsurfeur professionnel américain reconnu mondialement pour son style de surf et ses figures impressionnantes. Il vit dans l'archipel d’Hawaï à Maui. Il pratique aussi d'autres sports nautiques comme le surf. Son numéro de voile est US-0.

## Biographie
Au cours de son adolescence, il participe à la Professional Windsurfers Association (PWA) World Tour et obtient de bons résultats contre les meilleurs windsurfeurs du monde. En 1993, à l'âge de 13 ans, il obtient la 5e place lors de sa première coupe du monde qui s'est tenu à Baja, en Californie.
Levi Siver a pu participer à des films et documentaires comme The Windsurfing Movie (2007), The Windsurfing Movie 2 (2010) avec l'aide de son sponsor Red Bull, mais aussi Waterman Experience (2010) et Walls of Perception (2012) en partenariat avec Oxbow. Ainsi que des documentaires tout récemment comme Paradigm Lost ou Girl on Wave en 2017.

En 2013, il fait son retour dans le domaine de la compétition en rejoignant les rangs de l'American Windsurfing Tour (AWT). C'est pendant cette période qu'il obtient les meilleurs résultats de sa carrière. Par la suite, il finit 3e de la AWT à Pistol River en Oregon et remporte l’événement l'année suivante. La même année, il remporte également la PWA JP Aloha Classic chez lui à Maui. 

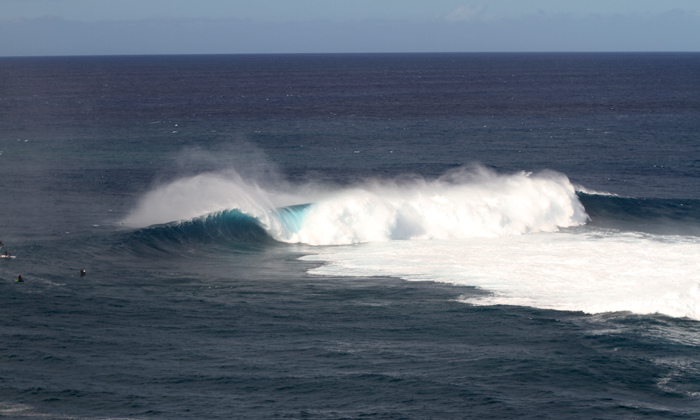
Peahi, célèbre spot de surf sur l'ile de Maui

En 2017, il réalise un clip a l'aide de ses sponsors et fait de la planche à voile sur la neige de l'île de Rishiri, au Nord-Ouest d'Hokkaido. L’idée étant de transférer la discipline du windsurf dans le monde de la montagne. Il devient la première personne à faire de la planche à voile sur une montagne,.

## Caractéristiques
En 2018, Levi Siver est sponsorisé par le fabricant de planches Quatro, par Goya qui le fournit en voiles, MFC en ailerons, Red Bull et Dakine.

## Palmarès et distinctions
- 1993 : 5e place du First World Cup Competition
- 2005 : Windsport Magazine North American Windsurfer Runner Up
- 2006 : 4e place du Aloha Classic Maui

- 2007 :The windsurfing Movie
- 2010 :The Windsurfing Movie 2 et Oxbow - Waterman Experience
- 2012 : Oxbow - Walls of Perception

- 2013 : 1re place au PWA JP Aloha Classic Wave, 3e place au AWT Pistol River Wave Bash

- 2015 : 3e place au NoveNove Aloha Classic

- 2016 : 1re place au AWT Pistol River Wave Bash, 3e place au NoveNove Aloha Classic[9],[3].
- 2017 : Paradigm Lost et Girl on Wave[2]